# Nkambé
Nkambé es un municipio del departamento de Donga-Mantung de la región del Noroeste, Camerún. En noviembre de 2005 tenía una población censada de 63 032 habitantes.
Se encuentra ubicado cerca de la frontera con Nigeria.